# Banda magnetica

Una tessera con banda magnetica (1)

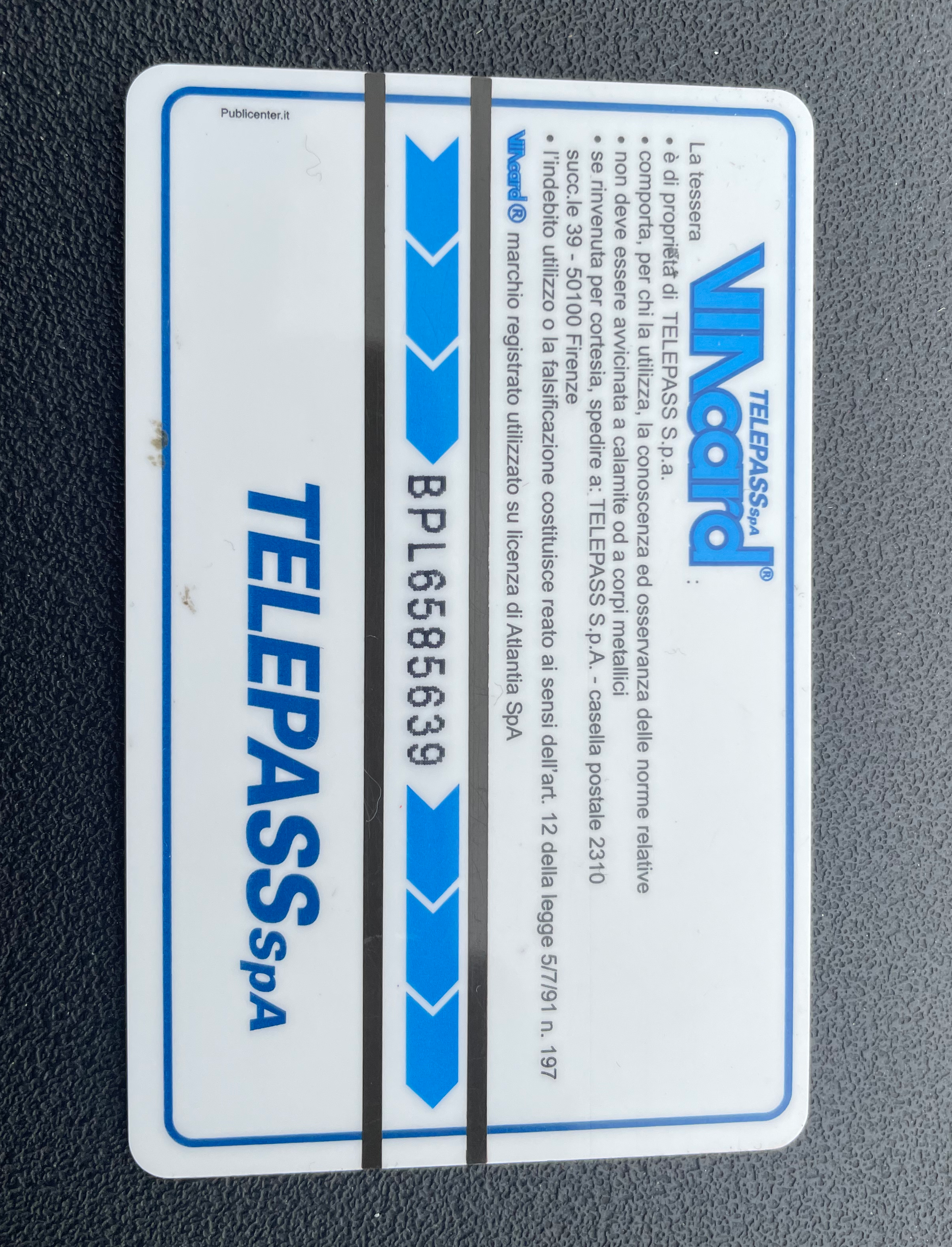
Viacard a banda magnetica

La banda magnetica è generalmente costituita da un singolo strato di PVC e da tantissime particelle magnetiche di resina, dove possono essere memorizzati i dati che vengono impressi termicamente usando le più svariate tecniche di microstampa.

## Funzionamento e utilizzo
I dati vengono letti tramite la banda magnetica, mentre per imprimerli viene applicato un campo magnetico in prossimità della banda. Esso ha varie applicazioni, come ad esempio nelle carte di pagamento, schede telefoniche, codici fiscali e in altri sistemi di riconoscimento/autenticazione.

## Descrizione
Le bande magnetiche possono essere costituite anche in materiale termoplastico (ABS) o ancora in polietilene (PETP) per aumentare la flessibilità; tale tipologia è usata maggiormente in Giappone.
Il principale difetto risiede nell'elevato rischio di cancellazione o corruzione dei dati a causa del sottile strato della banda magnetica apposta sulla tessera, sensibile sia a danneggiamento fisico sia a smagnetizzazione a causa di fonti elettromagnetiche. Questi problemi sono stati arginati con l'introduzione delle carte ad alta coercitività, quindi più difficili da magnetizzare se non con appositi strumenti.
Per avere un buon livello di sicurezza si possono applicare le seguenti tecnologie:
- watermark tape: una sottile banda magnetica è applicata nella parte alta[non chiaro] della carta dove viene inciso un codice di sicurezza univoco per ogni carta; tale codice è altresì contenuto nella banda magnetica. La validazione avviene controllando che il codice del watermark e quello della banda magnetica corrispondano.
- holomagnetics: si applica un ologramma leggibile dalla macchina;
- cord signature: le più piccole variazioni nella qualità della registrazione o della lunghezza di ciascun bit sono misurate da particolari lettori.

Per aumentare la sicurezza e impedire falsificazioni vengono applicati ologrammi, microstampe, scritture in inchiostro sensibile ai raggi ultravioletti.

## Problemi di sicurezza
A causa della facile lettura dei dati memorizzati nella banda magnetica, con conseguente aumento del fenomeno della clonazione delle carte di credito, a partire dalla fine degli anni 1990 è stato aggiunto un chip con lo standard EMV, rendendole smart card.
In ogni caso le schede a banda magnetica sono ancora molto usate per tutte quelle applicazioni che non richiedono particolari accorgimenti di sicurezza.
Casi di smagnetizzazione, anche con poco contatto al magnete, possono succedere ad esempio nel caso del biglietto autostradale, che, se sottoposto ad un corpo magnete anche per breve tempo (ad esempio la Viacard, quest'ultima a banda magnetica), ne causa la smagnetizzazione eliminando i dati, impedendo il pagamento del pedaggio e quindi si è costretti a richiedere assistenza.